# Classe Lekiu
La classe Lekiu est une classe de frégates de la marine royale malaisienne. Les deux navires de surface étaient les plus modernes de la marine royale malaisienne, jusqu'à ce que les frégates de classe Maharaja Lela soient achevées. La classe comprend deux navires, KD Jebat et KD Lekiu. 
Les deux navires de la classe portent le nom de Hang Lekiu et Hang Jebat, deux personnages du récit épique malais du XVe siècle Hikayat Hang Tuah (en). Ils partagent cette caractéristique avec les deux corvettes de classe Kasturi, KD Kasturi et KD Lekir, ainsi que l'ancienne frégate devenue navire-école KD Hang Tuah, qui portent également le nom de personnages de l'épopée.

## Les navires
| Pennant | Nom      | Constructeur        | Lancement     | Mis en service | Division              | Notes |
| ------- | -------- | ------------------- | ------------- | -------------- | --------------------- | ----- |
| FFG29   | KD Jebat | Yarrow Shipbuilders | Mai 1995      | Mars 1999      | 23rd Frigate Squadron |       |
| FFG30   | KD Lekiu | Yarrow Shipbuilders | Décembre 1994 | Mai 1999       | 23rd Frigate Squadron |       |